# Roger Bischoff
Roger Bischoff (* 1947 in Weehawken, New Jersey) ist ein deutsch-amerikanischer Bildhauer und Maler. 

## Leben
Roger Bischoff wurde im Jahr 1947 im Township Weehawken im US-amerikanischen Bundesstaat New Jersey geboren. Er absolvierte ein Bachelorstudium am West Chester State College in Pennsylvania. Anschließend begann er sich im Zuge einer Europareise für Malerei und Bildhauerei zu interessieren. 1974 nahm er deshalb ein Kunststudium an der Gerrit Rietveld Academie im niederländischen Amsterdam auf. Im Sommer 1976 besuchte Bischoff die Woodstock School of Art in New York City. Hier wurde er vom Künstler Robert Angeloch ausgebildet. Nach Stationen an der Cannonbeach Art School in Oregon und Arts Student League, New York, kehrte Bischoff 1981 als Assistent von Robert Angeloch an die Woodstock School of Art zurück.
Im Jahr 1985 eröffnete Bischoff in Kanada seine erste Ausstellung. 1987 nahm er an der Internationalen Sommerakademie für Bildende Kunst in Salzburg teil. Ab 1992 wurde er hier regelmäßig als Assistent eingesetzt. Zwischen 1988 und 1991 studierte er bei Makoto Fujiwara an der Fachhochschule Freie Kunst in Hannover Bildhauerei. Anschließend folgten eine Vielzahl an Ausstellungen, die Bischoff nach Indien, die USA und durch Europa führten. Seit den 1990er Jahren lebt Roger Bischoff in der unterfränkischen Stadt Dettelbach, wo er ein Atelier unterhält.

## Werke (Auswahl)
Roger Bischoffs Werke wurden ab den 1990er Jahren regelmäßig auf Ausstellungen in Deutschland und Österreich gezeigt. Daneben fanden mehrere seiner bildhauerischen Arbeiten Aufstellung im öffentlichen Raum. Auch an Bildhauersymposien wie dem Symposium Norge im norwegischen Stälaker, dem Symposium Ri-Segni im italienischen Santa Maria di Leuca oder dem Symposium Steine meiner Heimat im österreichischen Mattighofen nahm er teil. Bischoff organisierte außerdem immer wieder selbst Bildhauersymposien. So geht die 2014 erfolgte Umgestaltung des Dettelbacher Mainufers unter dem Motto „Pilgervolk“ auf das Engagement des Künstlers zurück.

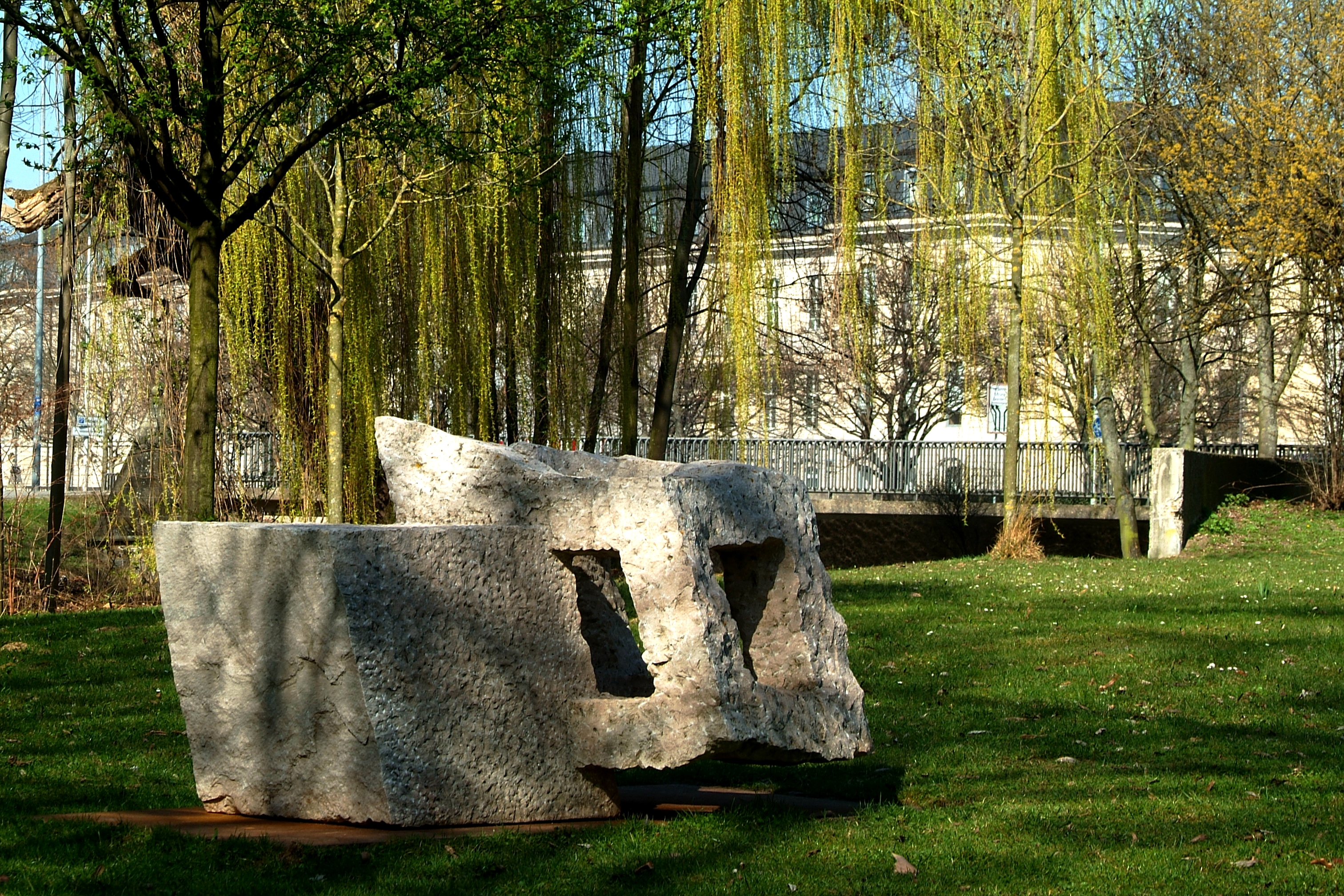
Bischoffs Skulptur „Fülle–Leere“ am Leineufer in Hannover

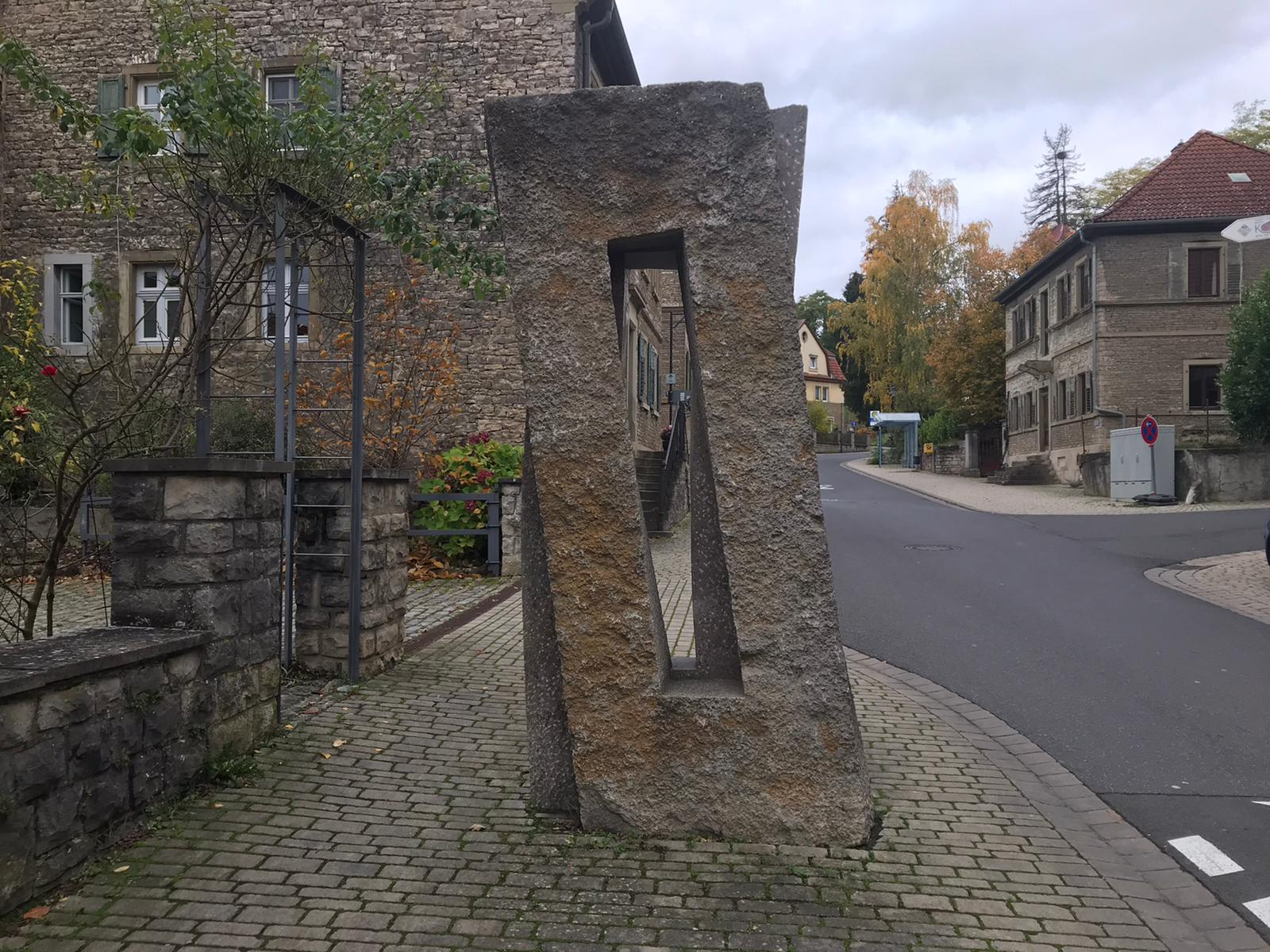
Die Steinskulptur an der Stelle des Steigtors in Dettelbach

### Ausstellungen
- 1993, Palais Schrottenberg, Bamberg
- 1993, Artiforum Schloss Lösek, Göttingen
- 1994, Relationships in Form, Herzogsburg Bezirksmuseum Braunau
- 1995, Galerie Bergmann Hofmann, Groß Bieberau
- 2003, Zwischen Tür und Angel, Künstlerhaus Würzburg
- 2011, 65 Jahre Roger Bischoff, Alte Posthalterei Dettelbach
- 2013, Skulpturenlese, Kalchreuth

### Werke im öffentlichen Raum
Im Zentrum der öffentlichen Arbeiten Bischoffs stehen große, monolithische Bruchsteinblöcke, in die fensterartige Durchbrüche gearbeitet wurden. 
- 1991, Mahnmal „Begegnung“, Steinskulptur, Nesselröden
- 2005, „Three Cubes“, Steinskulptur, Unfallkrankenhaus Linz
- 2006, „Ode an die Verbundenheit“, Steinskulptur, ehemaliges Steigtor Dettelbach[4]
- 2012, „Begegnung“, Steinskulptur, Ärztehaus Dettelbach[5]
- 2013, „Fülle–Leere“, Hannover